# U-20-Fußball-Ozeanienmeisterschaft der Frauen
Die U-20-Fußball-Ozeanienmeisterschaft der Frauen (englisch OFC U-20 Women's Championship) ist ein Fußballwettbewerb zwischen den ozeanischen Nationalmannschaften für weibliche Fußballspielerinnen unter 20 Jahren und dient hauptsächlich der Qualifikation für die U-20-Fußballweltmeisterschaft der Frauen. Er wurde erstmals im Jahr 2002, noch als U-19 Wettbewerb, ausgetragen und findet derzeit im Zweijahresrhythmus statt. Startberechtigt sind grundsätzlich alle elf derzeitigen Mitglieder des ozeanischen Kontinentalverbandes OFC, 2010 und 2012 waren jedoch nur vier Teams am Start. Australien nahm nur an den ersten beiden Austragungen teil, die gewonnen wurden, und wechselte dann in den asiatischen Fußballverband (AFC): Seitdem hat Neuseeland alle Austragungen gewonnen.

## Die Turniere im Überblick
| Jahr                            | Gastgeber       | Finale     | Finale       | Finale          | Spiel um Platz drei | Spiel um Platz drei | Spiel um Platz drei |
| Jahr                            | Gastgeber       | Sieger     | Ergebnis     | Zweiter Platz   | Dritter Platz       | Ergebnis            | Vierter Platz       |
| ------------------------------- | --------------- | ---------- | ------------ | --------------- | ------------------- | ------------------- | ------------------- |
| als U-19 Wettbewerb ausgetragen |                 |            |              |                 |                     |                     |                     |
| 2002 Details                    | Tonga           | Australien | 6:0          | Neuseeland      | Tonga               | 2:0                 | Samoa               |
| 2004 Details                    | Papua-Neuguinea | Australien | (Ligasystem) | Papua-Neuguinea | Salomonen           | (Ligasystem)        | nur 3 Teams         |
| 2006 Details                    | Samoa           | Neuseeland | 6:0          | Tonga           | Papua-Neuguinea     | 4:1                 | Samoa               |
| als U-20 Wettbewerb ausgetragen |                 |            |              |                 |                     |                     |                     |
| 2010 Details                    | Neuseeland      | Neuseeland | (Ligasystem) | Cookinseln      | Tonga               | (Ligasystem)        | Amerikanisch-Samoa  |
| 2012 Details                    | Neuseeland      | Neuseeland | (Ligasystem) | Papua-Neuguinea | Neukaledonien       | (Ligasystem)        | Samoa               |
| 2014 Details                    | Neuseeland      | Neuseeland | (Ligasystem) | Papua-Neuguinea | Tonga               | (Ligasystem)        | Vanuatu             |
| 2015 Details                    | Tonga           | Neuseeland | (Ligasystem) | Samoa           | Vanuatu             | (Ligasystem)        | Neukaledonien       |
| 2017 Details                    | Tonga           | Neuseeland | (Ligasystem) | Fidschi         | Papua-Neuguinea     | (Ligasystem)        | Neukaledonien       |
| 2019 Details                    | Cook Inseln     | Neuseeland | 5:2          | Neukaledonien   | Tahiti              | 4:1                 | Vanuatu             |
| 2023 Details                    | Fidschi         | Neuseeland | 7:0          | Fidschi         | Samoa               | 2:1                 | Cookinseln          |

### Rangliste der Sieger
| Rang | Land       | Titel | Jahr(e)                                        |
| ---- | ---------- | ----- | ---------------------------------------------- |
| 1    | Neuseeland | 8     | 2006, 2010, 2012, 2014, 2015, 2017, 2019, 2023 |
| 2    | Australien | 2     | 2002, 2004                                     |